# Warszawjanka
Warszawianka är en polsk sång skriven mellan 1879 och 1883. Titeln är en medveten anspelning på en tidigare sång med samma titel, den kan översättas till antingen "Sången om Warszawa" eller "Damen från Warszawa". Sången blev hymnen för de demonstrerande arbetarna under revolutionen i Polen (1905–1907).[källa behövs]
Enligt en version skrev Wacław Święcicki sången 1879 under tiden han avtjänade ett straff i "tionde paviljongen" (X Pawilon) på fästningen i Warszawa för socialistiska aktiviteter. En annan populär version säger att den blev skriven 1883, när Święcicki återkom från exilen i Sibirien. Sången var under början av 1890-talet en av de mer populära revolutionära sångerna i det ryskockuperade Polen. Vem som komponerat musiken är okänt.[källa behövs]
Valeriano Orobón Fernández skrev en spansk text till sången 1936: A las barricadas